# Čenda & spol.
Čenda & spol. je kniha pro děti od Vojtěcha Steklače. Je jednou ze série knih, které vyprávějí o partě kluků z pražských Holešovic. Poprvé vyšla v r. 1987 (další vydání 2003). Je poslední z „předrevolučních“ Steklačových knih o holešovické partě. Skládá se ze dvou částí, první zahrnuje jeden kratší příběh, druhá je sérií povídek. 

## Příběh
Děj příběhu volně navazuje na knihu Mirek & spol. – ta se odehrávala na podzim, Čenda & spol. probíhá o prázdninách následujícího roku. Z holešovické party zde vystupuje jen Bořík a Čenda, protože Mirek je na dovolené s rodiči a Aleš taktéž na dovolené, ale s babičkou, neboť nemá rodiče.
Bořík s Čendou vymyslí plán – rodiče obou kluků chtějí jet na dovolenou do Bulharska, a tak kluci rodičům slíbí, že je mezitím budou hlídat rodiče druhého z nich. Tak se jim podaří na tři týdny rodičů zbavit a užívají si svobody. Nemohou ovšem bydlet u Čendy, protože tam dočasně přebývá kolega Čendova táty, respektive – jak se později ukáže – přitroublá stopařka, kterou tam kolega ubytoval. Kluci tedy bydlí na sídlišti a postupně se seznámí s většinou obyvatel Boříkova paneláku. Významnou roli hraje Zuzana Šírová, dcera vedoucího místní samoobsluhy, která je přibližně stejně stará jako kluci a do níž se Čenda bláznivě zamiluje. Bořík se mu to snaží rozmluvit, až mezi nimi dojde k několika hádkám. Nakonec se kluci usmíří, protože před nimi vyvstane jeden detektivní problém – další z jejich sousedů, filatelista Hynek, po návratu z dovolené zjistí, že mu někdo odcizil jeden kufřík s vzácnými známkami. Protože mu Bořík s Čendou slíbili, že budou jeho byt hlídat, cítí se do případu zainteresováni a snaží se zloděje vypátrat. Navíc pan Hynek nekontaktuje policii a celkově se v této věci chová dost podivně. 
Klukům se nakonec podaří zjistit, že kufřík odcizila dcera pana Hynka Vendula, protože se na otce zlobila, že celé její dětství jen sbíral známky a Vendule i jejímu bratrovi odepřel peníze na studia. Ukáže se tedy, že nešlo o žádný detektivní případ, ale spíše pochroumané vztahy v jedné rodině, což klukům připadá zvláštní, ale svým způsobem i poučné. 
Na konci příběhu se kluci vypraví k troskám Boříkova domu, do jejichž základů Bořík nechá zabetonovat plechovou pikslu, v níž sepsal některé své příběhy.
Právě příběhy z plechové piksly tvoří druhou část knihy. Jde o jedenáct poměrně rozsáhlých povídek, přičemž každá se tematicky věnuje některému dospělému z Boříkova okolí, jeho povaze a Boříkovým trablím s ním. V chronologii jsou situovány přibližně do doby Pekelné třídy (narážka na zabijačku u pekelecké babičky a Bohouškovu vnucenou návštěvu u Boříka):
1. O vších, rybičkách, slonech a o mém tatínkovi – Boříkův táta a jeho akvárium.
2. Katastrofy, lesní moudrosti a moje maminka – Boříkova maminka a jeden rodinný výlet do přírody.
3. Laminger zvaný Lomikar a paní učitelka – Boříkova třídní učitelka Miroslava Drábková a divadelní hra jejich třídního dramatického kroužku.
4. Dospělí jsou zvláštní lidi – kluci se rozhodnou zachraňovat sebevrahy, kteří by chtěli skočit ze smíchovského mostu, a dostanou se tak do spárů několika obyvatel v cizím domě, kteří je považují za chuligány.
5. Váleček pro souseda – Boříkův nepřítel, soused Všetička a Boříkova vánoční slohová práce.
6. Rusalka – ještě jednou třídní učitelka, tentokrát na lyžařském výletě.
7. Dospělí jsou podezřelí – kluci vypátrají krádež plechovek s barvou v Čendově domě.
8. Chrobák – bratranec Boříkova táty, potrhlý vynálezce strýc Chrobák.
9. Dospělý člověk miluje dobrodružství – kluci se rozhodnou plavit na Malé říčce (rameno Vltavy) v neckách, a seznámí se tak s podivínským panem Holbajnem, učitelem hry na klavír.
10. Dospělý člověk běduje jak dítě – povídka přímo navazuje na předchozí; kluci se pokusí i s panem Holbajnem plavit na svých neckách, což skončí ztroskotáním.
11. Sbohem, prázdniny – pekelecká babička a jedny prázdniny, které tam Bořík stráví, přičemž vymaluje kozí chlívek a naučí se od táty lovit motýly.

Kapitoly 1, 7 a 11 se objevují též v knize Boříkovy lapálie (kniha druhá)